# Alexis Zárate
Alexis Joel Zárate Maldonado (General Deheza, 8 maggio 1994) è un ex calciatore argentino, di ruolo difensore.

## Caratteristiche tecniche
È un esterno destro, che può giocare anche come terzino.